# دبليو أيه سي 52
دبليو أيه سي 52: فابر ضد ميزوجاكي (بالإنجليزية: WEC 52: Faber vs. Mizugaki)‏ هو حدث لفنون القتال المختلطة نظمته وورلد إكستريم كايج فايتينج، أُقيم في 11 نوفمبر 2010، على لؤلؤة النخيل في لاس فيغاس، الولايات المتحدة.